# Senda de gloria
Senda de gloria es una telenovela histórica mexicana dirigida por Raúl Araiza y producida por Ernesto Alonso para la empresa Televisa. Fue transmitida por El Canal de las Estrellas entre el 23 de marzo y el 2 de octubre de 1987. La telenovela recrea los sucesos históricos ocurridos en México entre 1917 y 1938. Fue protagonizada por Eduardo Yáñez, Julieta Rosen y los primeros actores  Ignacio López Tarso y Blanca Sánchez, con la actuaciones antagónicas de Roberto Vander y los primeros actores  Rosita Arenas y Abel Salazar, las actuaciones estelares de Raúl Araiza, Roxana Chávez y Anabel Ferreira y los primeros actores Aarón Hernán, Norma Lazareno, Bruno Rey, Ramón Menéndez, Manuel López Ochoa y Delia Magaña.

## Sinopsis
La historia comienza en 1917, con la Revolución Mexicana había llegado a su fin. El General Eduardo Álvarez y su familia esperan la llegada del tren en la estación y allí conocen a Manuel Fortuna, un joven empleado ferrocarrilero que tendrá un papel importante en sus vidas. Manuel se enamora de Andrea, la mayor de las hijas del general, pero los separa un gran abismo, además Manuel vive con Mercedes, una mujer mayor que lo adora y por ello no quiere lastimarla.
Los Álvarez son carrancistas, y el General ocupa el puesto de secretario general del Presidente Venustiano Carranza. Pero cuando éste es asesinado, El General se niega a hacerse partidario del nuevo presidente, el dictador Álvaro Obregón. Por ello, él y su familia planean exiliarse en Querétaro, pero su primo Alejandro, quien también es familiar de Obregón, los convence de quedarse en la ciudad. También se reencuentran con Manuel, y Andrea ya sin dudas sobre lo que siente por él, se le entrega. Sin embargo, penosas circunstancias harán que Manuel desaparezca y que Andrea lo dé por muerto, y en consecuencia, acepte la pedida de mano de James Van Hallen, un imperialista inglés.
Una gran casa en la Ciudad de México, herencia de la familia Álvarez está dividida en dos por medio de una pared. Esto representa el símbolo del rechazo de Eduardo hacia su primo Alejandro, quien se aprovechara de su hermana Catalina y que al final terminara casándose con ella. Han pasado tres años, y ya en 1919, el otro lado de la casa finalmente es abierto para dar acogida a la gran familia de la alocada Nora Álvarez, la hija de Alejandro y la esposa de Manuel que finalmente no murió. Todos ellos son obregonistas incluyendo a Manuel que dejó su pasado revolucionario cuando se casó con Nora. Y aquí es donde volverá a encontrarse con Andrea, su gran amor de toda la vida.

## Argumento
En el verano de 1917 Eduardo Álvarez y su familia son víctimas de una pérdida, ya que Álvaro Obregón firma un indulto y los generales gonzalistas lo niegan. Nora se enamora de Manuel, un joven ferrocarrilero, que vive con una mujer mayor que el llamada Mercedes, que se preocupa por su porvenir. En el estado de Morelos el ejército de Carranza asesinan y saquean a los habitantes de la zona. Zapata intenta aliarse en vano con Francisco Vázquez Gómez y Álvaro Obregón. Emiliano Zapata es asesinado a traición del coronel Jesús Guajardo el 10 de abril de 1919 en la Hacienda de Chinameca. Felipe Ángeles es capturado y sometido a un consejo de Guerra en Chihuahua. Finalmente es fusilado el 26 de noviembre de 1919. Álvaro Obregón se lanza como candidato a la presidencia de la República. Ignacio Bonillas es designado candidato a la presidencia. El general Eduardo Álvarez se va junto con el presidente Venustiano Carranza a Veracruz, debido a que Pablo González Garza y Jacinto B. Treviño amenazan con entrar a la Ciudad de México. Jesús Guajardo hecha una "máquina loca" matando a gran parte de los soldados. Durante la huida, acompañan al general Álvarez su esposa y sus hijas, quienes en el regreso son atacadas por soldados de Jacinto B. Treviño (concuño de Adolfo Ruiz Cortines). Los hombres matan a dos lugareños y uno de los soldados intenta violar a Julieta. Afortunadamente son rescatadas y los bandidos son rápidamente fusilados y ellas regresan a su casa, donde Nacha las recibe. Rodolfo Herrero da albergue a Carranza, Luis Cabrera y al general Álvarez, quien desconfía de él. El 21 de mayo de 1920, Carranza es asesinado en Tlaxcalantongo, en la Sierra de Puebla. Mercedes en un burdel, coquetea con un oficial, que le dice haber sido colorado de Pascual Orozco, luego se paso con Pancho Villa y actualmente esta con Pablo González. Reciben la noticia que Carranza fue asesinado, solo paga el entierro de don Lupe, quien fue asesinado junto a Carranza. Días después va a Puebla y encuentra a Manuel. Eduardo es capturado junto a varios oficiales en un vagón de tren y son enviados a la Penitenciaria de Lecumberri y a la Prisión Militar de Santiago Tlatelolco. Adolfo de la Huerta asume la presidencia interina. El general Álvarez es liberado y ante lo ocurrido piensa irse con su familia a vivir a Argentina. Pablo González Garza es desterrado y Guajardo es fusilado. De la Huerta logra que Francisco Villa deje las armas, a quien le da la Hacienda de Canutillo, al igual Félix Díaz, quien será nuevamente sometido a un Consejo de Guerra, por los hechos de la Decena Trágica en febrero de 1913. Se inaugura la UNAM y José Vasconcelos es nombrado rector. En noviembre muere asesinado o de un suicidio el Mayor Francisco Cárdenas, asesino de Madero y Pino Suárez. El 1 de diciembre de 1920 Obregón rinde protesta como presidente. Durante su gobierno fundo la SEP, consiguió apoyo diplomático y político y se le unieron Pascual Ortiz Rubio y José Vasconcelos, quien ejerce el cargo de Secretario de Educación Pública. Al igual Diego Rivera, José Clemente Orozco y Martín Luis Guzmán son los artistas destacados. El 1 de febrero de 1922 asume la gubernativa de Mérida, Yucatán Felipe Carrillo Puerto, a quien el presidente de la Unión Soviética, Lenin da su reconocimiento. El 20 de julio de 1923 es asesinado en Parral, Chihuahua Francisco Villa. En diciembre de 1923 estalla la Rebelión de la huertista. En enero de 1924 los rebeldes ejecutan a Carrillo Puerto. Fracasada la rebelión De la Huerta abandona el país. Plutarco Elías Calles asume la presidencia el 1 de diciembre de 1924. Durante su mandato las clausura de cultos a los templos y la expulsión de sacerdotes provocan una rebelión o mejor conocida como la Guerra Cristera. Obregón intenta ser reelegido por segunda ocasión. Francisco R. Serrano es ejecutado en octubre de 1927 junto con algunos seguidores en Huitzilac. Obregón es víctima de un atentado con una bomba lanzada a su automóvil; finalmente el 17 de julio de 1928 es asesinado en el restaurante la "Bombilla" en San Ángel, a manos de José de León Toral. De esto se acusa a Luis N. Morones, pero el renunció al liderazgo de la CROM para evitar problemas. El 1 de diciembre de 1928 rinde protesta como presidente interino Emilio Portes Gil. El embajador de Estados Unidos, Dwight W. Morrow pide a Diego Rivera pintar unos murales en un rancho que piensa donar. En 1929 ocurre la rebelión de Gonzalo Escobar. El 9 de febrero de 1929 es fusilado León Toral. El 5 de febrero de 1930 Portes Gil es sustituido en la presidencia por Pascual Ortiz Rubio, quien sufre un atentado a manos de Daniel Flores. Portes Gil se entrevista con el general Álvarez. En 1931 se promulga la Doctrina Estrada, de no intervenir en asuntos internacionales, a las cesiones del Congreso y de la Suprema Corte de Justicia asisten Lázaro Cárdenas del Río y Abelardo L. Rodríguez. El general Abelardo Rodríguez asume la presidencia en 1932, ya que Ortiz Rubio padece problemas de salud, debido al trauma incurable del atentado. Calles piensa elegir como candidato a la presidencia al "Chamaco", como le dice a don Lázaro Cárdenas, a quien elige en noviembre de 1933. El 1 de diciembre de 1934 rinde protesta como presidente Lázaro Cárdenas. Es esposo de Amalia Solórzano y padre del pequeño Cuauhtémoc. Muda la residencia presidencial del Castillo de Chapultepec a los Pinos. Piensa en terminar el "Maximato". Impulsa la reforma agraria y reparte tierras a los campesinos. El 9 de abril de 1936 Plutarco Elías Calles es expulsado del país. Cárdenas cree haber terminado con el líder de la Revolución. Se funda la CTM, en la que colaboran Fidel Velázquez y Vicente Lombardo Toledano. Diego Rivera pide a Cárdenas dar asilo político al líder soviético León Trotsky. Al igual da asilo a refugiados españoles, que huyen de la dictadura de Francisco Franco, quien es apoyado por Adolf Hitler y Benito Mussolini, quienes le enviaron armas durante la guerra civil. Estalla una huelga de obreros, que acusan que solo se pague a las guardias blancas. El 18 de marzo de 1938, Cárdenas decreta la expropiación petrolera. El general Álvarez ve un mural de Rivera y recuerda el trágico fin de los caudillos. Lo que Eduardo se pregunta es sobre que será del futuro de México.

## Elenco
- Eduardo Yáñez - Manuel Fortuna Santacilia
- Julieta Rosen - Andrea Álvarez
- Ignacio López Tarso† - General Eduardo Álvarez
- Blanca Sánchez† - Fernanda de Álvarez
- Roxana Chávez - Julieta Álvarez
- Anabel Ferreira - Nora Álvarez
- Roberto Vander - James Van Hallen
- José Alonso - Héctor Montero
- Raúl Araiza - Padre Antonio Álvarez
- Abel Salazar - General Rosario Talamantes García
- Rosita Arenas - Mercedes
- Delia Magaña - Nana Nacha
- Arturo Benavides - Abundio
- Ramón Menéndez† - Venustiano Carranza
- Manuel Ojeda† - Emiliano Zapata
- Guillermo Gil† - Pancho Villa
- Salvador Sánchez - Adolfo de la Huerta
- Manuel López Ochoa† - Plutarco Elías Calles
- Aarón Hernán† - Pascual Ortiz Rubio
- Bruno Rey† - Álvaro Obregón
- Rodrigo de la Mora - Emilio Portes Gil
- Julio Monterde† - Abelardo L. Rodríguez
- Héctor Sáez - José Vasconcelos
- Arturo Beristáin - Lázaro Cárdenas del Río
- Arturo Lephan - Joaquín Amaro Domínguez
- Ángel Aragón - Felipe Ángeles
- Antonio Medellín† - Luis N. Morones
- Norma Lazareno - Angelina Beloff
- Miguel Palmer† - Tomás Garrido Canabal
- Alejandro Ruiz - José León Toral
- Jorge Fegan† - Luis Cabrera
- Roger Cudney - Dwight W. Morrow
- Leah Remini - Stacey Gonzalez
- Rodolfo Solís - Jesús Guajardo
- César Castro - Miguel Alessio Robles
- Alfredo Gutiérrez† - Pablo González / Arnulfo R. Gómez
- Nothanael León - Francisco Murguía
- Jorge Victoria - Ing. Ignacio Bonillas
- Raúl Valerio - Manuel Aguirre Berlanga
- Marco Muñoz - Renato Álvarez
- Alberto Gavira - Don Lupe
- Javier Ruán - Fermín del Río
- Roberto D'Amico - General Francisco R. Serrano
- Ricardo de Pascual - Julio Torri
- Juan José Gurrola - Diego Rivera
- Eduardo Alcaraz - Obispo Mora y del Río
- Héctor Flores - Padre Miguel Agustín Pro
- Gilberto Román - Víctor Iriarte
- Jorge Reynoso - Coronel Cristero
- Carlos González - Claudio Fox
- Armando Araiza - Gilberto
- Claudio Brook† - León Trotsky
- Eric del Castillo - Líder sindical
- Miguel Gómez Checa - Pascual Díaz Barreto
- Eduardo Liñan - Diputado obregonista
- Sergio Jiménez† - Diputado corporativista Juan Pastoriza
- Irma Dorantes - Carmen Álvarez

## Equipo de producción
- Escritores: Miguel Sabido y Eduardo Lizalde
- Coautor e historiador: Fausto Zerón Medina
- Música original: Osni Cassab
- Escenografía: Isabel Cházaro
- Ambientación: José Luis Garduño
- Edición: Ebenezer Reyna
- Asistente de dirección: Federico Farfán
- Coordinación de producción: Carlos Sotomayor
- Dirección de cámaras: Jesús Acuña Lee
- Director general: Raúl Araiza
- Productor ejecutivo asociado: Lic. Pablo García Sainz
- Productor ejecutivo general: Ernesto Alonso
- Producción: Instituto Mexicano del Seguro Social
- Fue una producción de: Televisa en MCMLXXXVII.

## Premios

### Premios TVyNovelas 1988
| Categoría                  | Nominado(a)         | Resultado |
| -------------------------- | ------------------- | --------- |
| Mejor telenovela           | Ernesto Alonso      | Nominado  |
| Mejor actriz protagónica   | Julieta Rosen       | Nominada  |
| Mejor actor protagónico    | Eduardo Yáñez       | Ganador   |
| Mejor primer actor         | Ignacio López Tarso | Nominado  |
| Mejor dirección de escena  | Raúl Araiza         | Ganador   |
| Mejor dirección de cámaras | Jesús Acuña Lee     | Ganador   |
| Mejor producción           | Pablo García Sainz  | Ganador   |

### Premios ACE 1988
| Categoría                   | Nominado         | Resultado |
| --------------------------- | ---------------- | --------- |
| Mejor programa escénico     | Ernesto Alonso   | Ganador   |
| Mejor coactuación masculina | Arturo Beristáin | Ganador   |